# Сколишин (гміна)
Сколишин (пол. Gmina Skołyszyn) — сільська гміна у східній Польщі. Належить до Ясельського повіту Підкарпатського воєводства.
Станом на 31 грудня 2011 у гміні проживало 12476 осіб.

## Територія
Згідно з даними за 2007 рік площа гміни становила 77.92 км², у тому числі:
- орні землі: 69.00%
- ліси: 21.00%

Таким чином, площа гміни становить 9.38% площі повіту.

## Адміністративний устрій
- Бонцаль Дольний
- Гарклова
- Яблониця
- Кунова
- Липниця Гірна
- Лисів
- Присіки
- Пуста Воля
- Сідлиська Славенцинські
- Сколишин
- Сіпітниця
- Славенчин
- Свічани

## Населення
Станом на 31 грудня 2011:
| Опис     | Загалом | Загалом | Чоловіки | Чоловіки | Жінки | Жінки |
| -------- | ------- | ------- | -------- | -------- | ----- | ----- |
| одиниця  | осіб    | %       | осіб     | %        | осіб  | %     |
| все      | 12476   | 100     | 6185     | 49.58    | 6291  | 50.42 |
| міське   | 0       | 100     | 0        |          | 0     |       |
| сільське | 12476   | 100     | 6185     | 49.58    | 6291  | 50.42 |

## Сусідні гміни
Гміна Сколишин межує з такими гмінами: Беч, Бжиська, Ліпінкі, Шежини, Ясло.